# Per favore, occupati di Amelia
Per favore, occupati di Amelia è un film del 1982 diretto da Flavio Mogherini.

## Trama
Un finto matrimonio, per ottenere una grande eredità, trasforma chi ha inventato la frode in una vittima.